# Football Club Savoia 1908 2008-2009
Questa voce raccoglie le informazioni riguardanti il Savoia nelle competizioni ufficiali della stagione 2008-2009.

## Stagione
La stagione 2008-2009 fu l'87ª stagione sportiva del Savoia.
Serie D 2008-2009: 18º posto

## Divise e sponsor
| Casa | 100° del club |

## Organigramma societario
Area direttiva
- Presidente:  Vincenzo Angellotti

Area organizzativa
- Segretario generale:

Area tecnica
- Direttore Sportivo:
- Allenatore:  Mauro Agovino poi  Domenico Citarelli

## Rosa
Dal sito ufficiale del club.
| N. |                   | Ruolo | Calciatore              |
| -- | ----------------- | ----- | ----------------------- |
|    | Italia (bandiera) | P     | Giancarlo Amodio        |
|    | Italia (bandiera) | P     | Gennaro Capasso         |
|    | Italia (bandiera) | P     | Stefano De Martino      |
|    | Italia (bandiera) | P     | Francesco Gallo         |
|    | Italia (bandiera) | D     | Giuseppe Amoruso        |
|    | Italia (bandiera) | D     | Raffaele Cristilli      |
|    | Italia (bandiera) | D     | Antonio Di Dato         |
|    | Italia (bandiera) | D     | Salvatore Esposito      |
|    | Italia (bandiera) | D     | Valerio Gisonna         |
|    | Italia (bandiera) | D     | Antonio Guarro          |
|    | Italia (bandiera) | D     | Antonino La Monica      |
|    | Italia (bandiera) | D     | Luigi Malafronte        |
|    | Italia (bandiera) | D     | Carmine Pagano          |
|    | Italia (bandiera) | D     | Domenico Pallonetto     |
|    | Italia (bandiera) | D     | Michelangelo Papasidero |
|    | Italia (bandiera) | D     | Francesco Salvatore     |
|    | Italia (bandiera) | D     | Pasquale Sessa          |
|    | Italia (bandiera) | C     | Alessio Amodio          |
|    | Italia (bandiera) | C     | Nicola Armonia          |
|    | Italia (bandiera) | C     | Salvatore Auletta       |
|    | Italia (bandiera) | C     | Antonio Barone          |
|    | Italia (bandiera) | C     | Vincenzo Basso          |
|    | Italia (bandiera) | C     | Sergio Buono            |

| N. |                      | Ruolo | Calciatore                 |
| -- | -------------------- | ----- | -------------------------- |
|    | Italia (bandiera)    | C     | Giuseppe Cappabianca       |
|    | Italia (bandiera)    | C     | Marco Conte                |
|    | Italia (bandiera)    | C     | Claudio De Rosa            |
|    | Italia (bandiera)    | C     | Luigi Gargiulo             |
|    | Italia (bandiera)    | C     | Giuseppe Lauro             |
|    | Italia (bandiera)    | C     | Francesco Maddaluno        |
|    | Italia (bandiera)    | C     | Giuseppe Nicoletti         |
|    | Italia (bandiera)    | C     | Aniello Perna              |
|    | Italia (bandiera)    | C     | Francesco Pinto (capitano) |
|    | Italia (bandiera)    | C     | Vincenzo Ricciardi         |
|    | Italia (bandiera)    | C     | Angelo Savarese            |
|    | Italia (bandiera)    | C     | Antonio Trovato            |
|    | Italia (bandiera)    | C     | Mirko Veniero              |
|    | Argentina (bandiera) | C     | Josè Matias Zaro           |
|    | Italia (bandiera)    | A     | Ernesto Marino             |
|    | Italia (bandiera)    | A     | Flavio Marzullo            |
|    | Italia (bandiera)    | A     | Antonio Mascolo            |
|    | Italia (bandiera)    | A     | Alessio Raia               |
|    | Italia (bandiera)    |       | Boccardi                   |
|    | Italia (bandiera)    |       | C De Martino               |
|    | Italia (bandiera)    |       | Liccardi                   |
|    | Italia (bandiera)    |       | Savino                     |
|    | Italia (bandiera)    |       | Vicedomini                 |

## Calciomercato
| Acquisti | Acquisti            | Acquisti             | Acquisti   |
| R.       | Nome                | da                   | Modalità   |
| -------- | ------------------- | -------------------- | ---------- |
| P        | Francesco Gallo     | Paganese             | definitivo |
| D        | Giuseppe Amoruso    | Sant'Antonio Abate   | definitivo |
| D        | Antonio Guarro      | Paganese             | definitivo |
| D        | Antonino La Monica  | ?                    | definitivo |
| D        | Luigi Malafronte    | Potenza              | definitivo |
| D        | Domenico Pallonetto | Sangiuseppese        | definitivo |
| D        | Pasquale Sessa      | Boys Caivanese       | definitivo |
| C        | Nicola Armonia      | Ercolanese           | definitivo |
| C        | Salvatore Auletta   | Real Atletico Savoia | definitivo |
| C        | Vincenzo Basso      | Gladiator            | definitivo |
| C        | Sergio Buono        | Ercolanese           | definitivo |
| C        | Claudio De Rosa     | Nocerina             | definitivo |
| C        | Francesco Maddaluno | Massese              | definitivo |
| C        | Vincenzo Ricciardi  | Pimonte              | definitivo |
| C        | Angelo Savarese     | Pianura              | definitivo |
| C        | Josè Matias Zaro    | Matera               | definitivo |
| A        | Alessio Raia        | Chievo               | definitivo |

| Cessioni | Cessioni | Cessioni | Cessioni |
| R.       | Nome     | a        | Modalità |
| -------- | -------- | -------- | -------- |
|          |          |          |          |

## Risultati

### Serie D

#### Girone di andata
| Arbitro: | Giuseppe Opromolla (Salerno) |

|  |           |           |
|  | Marcatori | 63’ Sardo |

| Arbitro: | Vommaro (Paola) |

|           |           |             |
| Lembo 58’ | Marcatori | 90+3’ Perna |

| Arbitro: | Silvestri (Isernia) |

|                                             |           |  |
| Pinto 10’ (rig.), 45+1’ (rig.) Marzullo 51’ | Marcatori |  |

| Arbitro: | Rovida (Savona) |

|                                                  |           |  |
| Giurdanella 10’ Sarli 20’ Catania 42’ Garufi 86’ | Marcatori |  |

| Arbitro: | Belardi (San Giovanni Valdarno) |

|              |           |          |
| Esposito 40’ | Marcatori | 73’ Rosa |

| 6 ottobre 2008, ore CEST 6ª giornata Savoia riposa |  | – |  |  |

| Reggio Calabria 12 ottobre 2008, ore CEST 7ª giornata | HinterReggio  | 0 – 0 | Savoia | \| Arbitro: \| Camelo (Roma) \| |
| Arbitro:                                              | Camelo (Roma) |       |        |                                 |

| Arbitro: | Caravita (Cosenza) |

|            |           |  |
| Marino 21’ | Marcatori |  |

| Arbitro: | Cocchiara (Piacenza) |

|                            |           |  |
| Vitagliano 49’ Cerrato 69’ | Marcatori |  |

| Arbitro: | Illuzzi (Molfetta) |

|  |           |                                       |
|  | Marcatori | 21’ Napoli 45+2’ Armellino 49’ Lupico |

| Arbitro: | Scozzafava (Firenze) |

|                                       |           |                 |
| D’Alterio 48’ Ferrara 61’ (rig.), 71’ | Marcatori | 58’, 76’ Marino |

| Arbitro: | Carrisi (Brindisi) |

|                        |           |                    |
| Conte 37’ Marzullo 51’ | Marcatori | 71’ Nardo 86’ Dama |

| Arbitro: | Raspolini (Livorno) |

|             |           |                                |
| Misceni 76’ | Marcatori | 60’ Marino 75’ (rig.) Marzullo |

| Torre Annunziata 23 novembre 2008, ore CET 14ª giornata                    | Savoia    | 1 – 1                | Palazzolo | Stadio Alfredo Giraud |
| \| \| \| \| \| Marzullo 90’ (rig.) \| Marcatori \| 7’ (rig.) La Vaccara \| |           |                      |           |                       |
|                                                                            |           |                      |           |                       |
| Marzullo 90’ (rig.)                                                        | Marcatori | 7’ (rig.) La Vaccara |           |                       |

| Arbitro: | Bianchi (Formia) |

|           |           |  |
| Varrà 80’ | Marcatori |  |

| Arbitro: | Rasia (Bassano del Grappa) |

|                  |           |  |
| Papasidero 90+1’ | Marcatori |  |

| Arbitro: | Cristian Brasi (Seregno) |

|               |           |  |
| Di Bonito 85’ | Marcatori |  |

| Arbitro: | Gabriele Trasarti (Teramo) |

|  |           |                                       |
|  | Marcatori | 35’ Coco 72’ Cammareri 86’ Dominicolo |

| Arbitro: | Assisi (Vibo Valentia) |

|                                                   |           |  |
| Di Gaetano 7’, 52’ Garufo 70’ (rig.) Caccetta 75’ | Marcatori |  |

#### Girone di ritorno
| Arbitro: | Calabrese (Lecco) |

|               |           |  |
| Di Sabato 23’ | Marcatori |  |

| Arbitro: | Verdenelli (Foligno) |

|                     |           |                            |
| Zaro 9’ Armonia 39’ | Marcatori | 56’ Costantino 85’ Gaggegi |

| Vittoria 21 gennaio 2009, ore CET 22ª giornata                              | Vittoria  | 2 – 1              | Savoia |  |
| \| \| \| \| \| Morelli 26’ Boemia 77’ \| Marcatori \| 75’ (rig.) Armonia \| |           |                    |        |  |
|                                                                             |           |                    |        |  |
| Morelli 26’ Boemia 77’                                                      | Marcatori | 75’ (rig.) Armonia |        |  |

| Arbitro: | Battaglia (Padova) |

|  |           |                    |
|  | Marcatori | 35’ Cosa 77’ Sarli |

| Arbitro: | Della Valle (Albenga) |

|            |           |  |
| Genova 46’ | Marcatori |  |

| 15 febbraio 2009, ore CET 25ª giornata Savoia riposa |  | – |  |  |

| Torre Annunziata 22 febbraio 2009, ore CET 26ª giornata | Savoia                | 0 – 0 | HinterReggio | Stadio Alfredo Giraud\| Arbitro: \| Mangialardi (Pistoia) \| |
| Arbitro:                                                | Mangialardi (Pistoia) |       |              |                                                              |

| Arbitro: | Ricciardella (Verbania) |

|                  |           |  |
| Madonia 47’, 80’ | Marcatori |  |

| Arbitro: | Fierri (Potenza) |

|                                          |           |              |
| Malafronte 55’ Armonia 66’ De Rosa 90+4’ | Marcatori | 15’ Moxedano |

| Arbitro: | Pierantoni (Ancona) |

|                        |           |            |
| Lupico 13’ Trapani 30’ | Marcatori | 7’ Armonia |

| Arbitro: | Roca (Foggia) |

|  |           |                          |
|  | Marcatori | 35’ Ferraro 79’ Pignatta |

| Aci Catena 22 marzo 2009, ore CEST 31ª giornata | Acicatena         | 0 – 0 | Savoia | \| Arbitro: \| Spolaore (Torino) \| |
| Arbitro:                                        | Spolaore (Torino) |       |        |                                     |

| Torre Annunziata 29 marzo 2009, ore CEST 32ª giornata | Savoia          | 0 – 0 | Messina | Stadio Alfredo Giraud\| Arbitro: \| Monaco (Tivoli) \| |
| Arbitro:                                              | Monaco (Tivoli) |       |         |                                                        |

| Arbitro: | Pingitore (Pisa) |

|           |           |             |
| Arena 53’ | Marcatori | 80’ De Rosa |

| Arbitro: | Stazi (Ciampino) |

|             |           |  |
| Armonia 89’ | Marcatori |  |

| Castrovillari 26 aprile 2009, ore CEST 35ª giornata | Castrovillari | 1 – 0 | Savoia |  |
| \| \| \| \| \| Prete 90+4’ \| Marcatori \| \|       |               |       |        |  |
|                                                     |               |       |        |  |
| Prete 90+4’                                         | Marcatori     |       |        |  |

| Arbitro: | Minelli (Varese) |

|  |           |                      |
|  | Marcatori | 51’ (rig.) Polverino |

| Arbitro: | Lorenzo Rovida (Savona) |

|                                           |           |                        |
| Carbonaro 46’ Gennari 57’ Craccò 60’, 82’ | Marcatori | 18’ Pagano 24’ De Rosa |

| Arbitro: | Gargano (Roma) |

|                                          |           |                                             |
| Armonia 13’, 43’ De Rosa 22’ Veniero 26’ | Marcatori | 45+2’ Comparato 79’ Garufo 90+4’ Di Gaetano |

### Coppa Italia
| , ore CEST |  | – |  |  |

## Statistiche
Statistiche aggiornate al GG mese AAAA.

### Statistiche di squadra
Inserire punti e media inglese solo per il campionato
| Competizione         | Punti | In casa | In casa | In casa | In casa | In casa | In casa | In trasferta | In trasferta | In trasferta | In trasferta | In trasferta | In trasferta | Totale | Totale | Totale | Totale | Totale | Totale | M.I. |
| Competizione         | Punti | G       | V       | N       | P       | Gf      | Gs      | G            | V            | N            | P            | Gf           | Gs           | G      | V      | N      | P      | Gf     | Gs     | M.I. |
| -------------------- | ----- | ------- | ------- | ------- | ------- | ------- | ------- | ------------ | ------------ | ------------ | ------------ | ------------ | ------------ | ------ | ------ | ------ | ------ | ------ | ------ | ---- |
| Serie D              |       |         |         |         |         |         |         |              |              |              |              |              |              |        |        |        |        |        |        |      |
| Coppa Italia Serie D | -     |         |         |         |         |         |         |              |              |              |              |              |              |        |        |        |        |        |        | -    |
| Totale               | -     |         |         |         |         |         |         |              |              |              |              |              |              |        |        |        |        |        |        | -    |

### Andamento in campionato
| Giornata  | 1 | 2 | 3 | 4 | 5 | 6 | 7 | 8 | 9 | 10 | 11 | 12 | 13 | 14 | 15 | 16 | 17 | 18 | 19 | 20 | 21 | 22 | 23 | 24 | 25 | 26 | 27 | 28 | 29 | 30 | 31 | 32 | 33 | 34 | 35 | 36 | 37 | 38 |
| --------- | - | - | - | - | - | - | - | - | - | -- | -- | -- | -- | -- | -- | -- | -- | -- | -- | -- | -- | -- | -- | -- | -- | -- | -- | -- | -- | -- | -- | -- | -- | -- | -- | -- | -- | -- |
| Luogo     |   |   |   |   |   |   |   |   |   |    |    |    |    |    |    |    |    |    |    |    |    |    |    |    |    |    |    |    |    |    |    |    |    |    |    |    |    |    |
| Risultato |   |   |   |   |   |   |   |   |   |    |    |    |    |    |    |    |    |    |    |    |    |    |    |    |    |    |    |    |    |    |    |    |    |    |    |    |    |    |
| Posizione |   |   |   |   |   |   |   |   |   |    |    |    |    |    |    |    |    |    |    |    |    |    |    |    |    |    |    |    |    |    |    |    |    |    |    |    |    |    |

### Statistiche dei giocatori
Sono in corsivo i calciatori che hanno lasciato la società a stagione in corso. 
| Giocatore      | Serie D  | Serie D | Serie D     | Serie D    | Coppa Italia Serie D | Coppa Italia Serie D | Coppa Italia Serie D | Coppa Italia Serie D | Totale   | Totale | Totale      | Totale     |
| Giocatore      | Presenze | Reti    | Ammonizioni | Espulsioni | Presenze             | Reti                 | Ammonizioni          | Espulsioni           | Presenze | Reti   | Ammonizioni | Espulsioni |
| -------------- | -------- | ------- | ----------- | ---------- | -------------------- | -------------------- | -------------------- | -------------------- | -------- | ------ | ----------- | ---------- |
| [[N. Cognome]] |          |         |             |            |                      |                      |                      |                      | 0        | 0      | 0           | 0          |